# Концевич Максим Львович
Максим Львович Концевич (нар. 25 серпня 1964, Хімки, Росія) — французький математик російського походження. Отримав Філдсівську премію в 1998 році, на 23-му Міжнародному конгресі математиків в Берліні. Він також отримав Премію Анрі Пуанкаре в 1997 році і Премію Крафорда у 2008 році.

## Біографія
Народився в сім'ї Лева Рафаїловича Концевича — радянського сходознавця, автора системи Концевича. Після отримання другого місця на Всесоюзній математичній олімпіаді, він був зарахований до Московського державного університету, але замість аспірантури вибрав в 1985 році роботу наукового співробітника в Інституті проблем передачі інформації в Москві. У 1992 році він отримав кандидатську ступінь в Боннському університеті під керівництвом Дон Бернар Загіра. Його дисертація доводить гіпотезу Едварда Віттена, що дві квантові гравітаційні моделі еквівалентні. В наш час[коли?] він є професором Інституту вищих досліджень, Франція і заслужений професор у Університеті Маямі в Корал-Гейблс, Флорида, США.[джерело?]
Його робота зосереджена на геометричних аспектах математичної фізики, в першу чергу на теорії вузлів, квантуванні і дзеркальній симетрії. Його найвідоміший результат формальне деформаційне квантування для будь-якого многовиду Пуассона. Він також ввів інваріанти вузлів, які визначаються складними інтегралами, аналогічними інтегралам Фейнмана. У топологічної теорії поля, він ввів простір модулів стабільних відображень, які можуть бути розглянуті як математично строге формулювання інтегралу Фейнмана для топологічної теорії струн. Ці результати є частиною його «внеску в чотири проблемами геометрії», за які він був нагороджений Філдсівською премією у 1998 році.[джерело?]

## Нагороди та визнання
- 1992: Премія Європейського математичного товариства
- 1992: Ph.D. Боннського університету
- 1997: Премія Пуанкаре[en]
- 1998: Медаль Отто Гана
- 1998: Філдсівська премія[7]
- 2002: член Французької академії наук
- 2002: член Європейської академії
- 2005 :Меморіальна лекція Соломона Лефшеца
- 2008: Премія Крафорда[7].
- 2012: Премія Шао за низку піонерських досліджень в алгебрі, геометрії та математичній фізиці[8].
- 2012: Премія з фундаментальної фізики[7].
- 2014: Премія за прорив у математиці[7].
- 2015: іноземний член Національної академії наук США